# 伊藤憲孝
伊藤 憲孝（いとう のりたか、1978年8月11日 - ）は、日本のピアニスト。福山平成大学教授。

## 略歴
広島県尾道市生まれ。3歳でピアノを始める。財団法人広島国際文化財団より中村奨学金を授与され渡欧し、オランダのアムステルダム音楽院、ドイツのベルリン・ハンス・アイスラー音楽大学を卒業する。ハリーナ・チェルニー・ステファンスカ、ミハエル・エンドレスに師事した。ヨーロッパではチタ・ディ・バレンティノ国際コンクール1位受賞を期に、ドイツ・オランダ・オーストリア・スロヴァキア・セルビアなどで活発な演奏活動を展開した。
2006年に帰国し、帰国後はソロのみならず室内楽、現代音楽にも精力的に取り組んでいる。
室内楽ではNHK交響楽団やサイトウ・キネン・オーケストラのメンバー、ウィーン国立音楽大学教授らとの共演を行っている。現代音楽では韓国で行われた12th JUCHANGHEI Periodical concertに招聘され、またギターの山田岳、ヴァイオリンの米川さやかとともに結成した「Trio ku」では、ベルリン、ハノーファー、ツェパニックの現代音楽祭に招聘されるなど、国際的な活動を行っている。
CDはディスククラシカよ『ベートーヴェン/リスト編：交響曲第7番、コリリアーノ：オスティナートによる幻想曲』、ベルリンのクロイツベルク (Kreuzberg Records) より「Trio ku」で『a hiroshima』がリリースされている。また、配信限定で『ムソルグスキー：展覧会の絵』がリリースされている。
ジャンルを超えた活動を行い、DJ・ギタリストのタケムラヤスシとの共演など、様々な試みを行っている。
エリザベト音楽大学大学院非常勤講師、福山平成大学教授として教育活動も行っている。